# Echinoderidae
Famille
Les Echinoderidae sont une famille de kinorhynches. Ce sont de petits invertébrés faisant partie du meiobenthos.
On en connaît plus de 90 espèces dans cinq genres.

## Liste des genres
- Cephalorhyncha Adrianov & Malakhov, 1999
- Echinoderes Claparède, 1863
- Fissuroderes Neuhaus & Blasche, 2006
- Meristoderes Herranz, Thormar, Benito, Sánchez & Pardos, 2012
- Polacanthoderes Sørensen, 2008

## Publication originale
- Bütschli, 1876 : Untersuchungen über freilebende Nematoden und die Gattung Chaetonotus. Zeitschrift für wissenschaftliche Zoologie, vol. 26, p. 363-413.